# IPhone 7
De iPhone 7 is een smartphone die is uitgebracht in september 2016, ontworpen en op de markt gebracht door Apple Inc. Het is de opvolger van de iPhone 6s.
Op 7 september 2016 werd de telefoon door Apple gepresenteerd tijdens een speciaal evenement in Cupertino, Californië. In vele landen, zoals Duitsland, Frankrijk, België, Nederland en de Verenigde Staten kwam de telefoon uit op 16 september 2016. De smartphone heeft een Apple A10 Fusion chip, samen met een Apple M10 Motion chip en een 12 megapixel-iSight-camera.

## Functies
De iPhone 7 is in een gitzwarte, zwarte, zilveren, gouden, roségouden en speciale rode uitvoering verkrijgbaar; de spacegrijze kleur bestaat niet meer. Deze iPhone heeft 32, 128 of 256 GB aan opslaggeheugen. Evenals de iPhone 5s en hoger beschikt ook deze iPhone weer over Touch ID. Het apparaat beschikt als eerste Apple-smartphone niet meer over een 3,5mm-audio-uitgang. Voor het eerst heeft de iPhone geen fysieke ronde knop meer, maar een platte sensor. De iPhone 7 is de eerste iPhone die stof- en waterbestendig is, echter houdt de iPhone 7 het maximaal 30 minuten vol op een diepte van één meter in het water. Apple geeft geen garantie voor de stof- en waterbestendigheid

## Specificaties
| Scherm            | Beelddiagonaal van 12 cm (4,7 inch), resolutie van 1334 bij 750 pixels. Scherm gebruikt een multitouch-touchscreentechnologie. Met 326 ppi. Scherm gebruikt de "Retina HD"-technologie van Apple. Scherm gebruikt de 3D Touch-technologie die geïntroduceerd werd bij de iPhone 6s.           |
| Grootte           | 138,3 × 67,1 × 7,1 mm |
| Gewicht           | 138 gram |
| Geheugen          | 2 GB RAM |
| Besturingssysteem | iOS 10 (voorgeïnstalleerd) tot en met iOS 15 |
| Verbindingen      | Lightning, WiFi, Bluetooth 4.1, Apple W1 |
| Netwerken         | - FDD-LTE (band 1, 2, 3, 4, 5, 7, 8, 12, 13, 17, 18, 19, 20, 25, 26, 27, 28, 29, 30) - TD-LTE (band 38, 39, 40, 41) - TD-SCDMA 1900 (F), 2000 (A) - CDMA EV-DO Rev. A (800, 1900, 2100 MHz) - UMTS/HSPA+/DC-HSDPA (850, 900, 1700/2100, 1900, 2100 MHz) - GSM/EDGE (850, 900, 1800, 1900 MHz) |
| Capaciteit        | 32, 128 of 256 GB interne, niet uitbreidbare opslag. |
| Batterij          | - Gesprekstijd (draadloos): - Totaal 14 uur via 3G - Stand-bytijd: - Totaal 10 dagen - Internetgebruik: - Totaal 12 uur via 3G - Totaal 12 uur via 4G LTE - Totaal 14 uur via wifi - Draadloos video afspelen: - Totaal 13 uur - Draadloos audio afspelen: - Totaal 40 uur                    |
| Camera            | Achterkant: 12,0 megapixel, foto en film (4K) (240 fps, slow motion), gezichtsherkenning, videostabilisatie, en True Tone-flash met 4 ledjes. Voorkant: 7 MP foto's, 1080p video's |
| Kleur             | Gitzwart, zwart, zilver, goud en roségoud. |
| Levering          | Benelux: 16 september 2016, VS: 16 september 2016. |

In de doos: Apple Lightning EarPods, Lightning Kabel, Lightning-naar-3.5mm adapter en de iPhone 7 zelf.